# 特赖蒂耶方丹
特赖蒂耶方丹（法語：Traitiéfontaine，法語發音：[tʁɛtjefɔ̃tɛn]）是法国上索恩省的一个市镇，属于沃苏勒区。

## 地名
“方丹”（fontaine）意为“泉”。法语地名通名在“枫丹白露”（Fontainebleau）等少数拥有传统译名的地名中译作“枫丹”，不过在《世界地名翻译大辞典》、《世界地名译名词典》和《法国地图册》等主流地名译名类书籍资料中多译作“方丹”。

## 地理
特赖蒂耶方丹（47°24'54"N, 6°5'25"E）面积5.92 平方千米，位于法国勃艮第-弗朗什-孔泰大區上索恩省，该省份为法国东部内陆省份，北起顺时针与孚日省、贝尔福地区省、杜省、汝拉省、科多尔省和上马恩省接壤。
与特赖蒂耶方丹接壤的市镇（或旧市镇、城区）包括：锡雷、尚博尔奈莱贝勒沃、拉马拉谢尔、讷韦勒莱克罗马里、里奥。
特赖蒂耶方丹的时区为UTC+01:00、UTC+02:00（夏令时）。

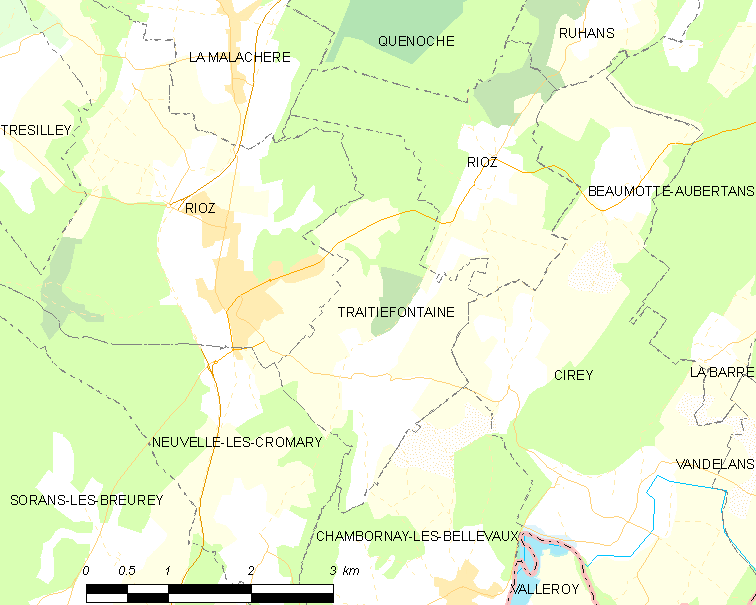
特赖蒂耶方丹的OSM定位图

## 行政
特赖蒂耶方丹的邮政编码为70190，INSEE市镇编码为70503。

## 政治
特赖蒂耶方丹所属的省级选区为里奥县。

## 人口

1962-2008年间特赖蒂耶方丹人口变化图示

特赖蒂耶方丹于2022年1月1日时的人口数量为160人。